# Ariane (Massenet)
Ariane es una ópera en cinco actos con música de Jules Massenet y libreto en francés de Catulle Mendès, basado en el relato de Ariadna de la mitología griega. Se estrenó en el Palais Garnier de París el 31 de octubre de 1906, con Lucienne Bréval en el rol titular.

## Historia
Aunque no es en sí una secuela en sentido estricto, pues Ariane muere en ambas piezas, la posterior ópera de Massenet, Bacchus es un compañero de Ariane, conteniendo una serie de personajes en común y el mismo libretista.  Ariane nunca ha mantenido la popularidad y pertenece a las obras tardías de Massenet que fueron consideradas pasadas de moda ya en la fecha de su composición.  La pieza,, sin embargo, inspiró esta cita del gran compositor francés Gabriel Fauré: "Ariane, una obra noble, grande y conmovedora..." La ópera fue representada en vida de Massenet, luego cayó del repertorio, recibiendo sólo limitadas reposiciones en 1937 (21 de febrero y 27 de agosto de 1937) en la Ópera de París.
En las estadísticas de Operabase Archivado el 14 de mayo de 2017 en Wayback Machine. aparece con dos representaciones en el período 2005-2010.

## Roles
| Rol            | Tipo de voz   | Reparto del estreno Conductor: Paul Vidal |
| -------------- | ------------- | ----------------------------------------- |
| Ariane         | soprano       | Lucienne Bréval                           |
| Thésée         | tenor         | Lucien Muratore                           |
| Périthoüs      | barítono      | Jean-François Delmas                      |
| Perséphone     | mezzo-soprano | Lucy Arbell                               |
| Phèdre         | soprano       | Louise Grandjean                          |
| Cypris         | soprano       | Marcelle Demougeot                        |
| Eunoé          | soprano       | Berthe Mendès                             |
| Chromis        | soprano       | Antoinette Lauté-Brun                     |
| Phéréklos      | barítono      | Henri Stamler                             |
| Caudillo local | barítono      | Pierre Triadou                            |

## Argumento
La historia está basada en la mitología que rodea a Teseo y las hermanas Ariane y Fedra. Las dos hermanas se enamoran de Teseo, y él elige a Fedra. Cuando muere ésta bajo la estatua derribada de Adonis, Ariane viaja al inframundo para pedir a Perséfone la resurrección de su hermana. Conmovida por la ofrenda de rosas de Ariane, Perséfone acepta y Fedra regresa a la tierra. Teseo se enfrenta entonces a elegir nuevamente entre las hermanas y una vez más elige Fedra, abandonando Ariane en la costa de Naxos. Angustiada, Ariane es atraída hacia el mar por las voces de las sirenas.